# Кещян, Арарат Геворгович
Арара́т Гево́ргович Кещя́н (род. 19 октября 1978, Гагра, Абхазская АССР, Грузинская ССР, СССР) — российский актёр кино и телевидения, теле- и радиоведущий. Бывший участник команды КВН «РУДН», чемпион Высшей лиги КВН 2006 года. Младший брат Ашота Кещяна.
Наиболее известен по роли Артура Микаэляна (или просто Майкла) в телесериалах «Универ», «Универ. Новая общага», «Универ. 10 лет спустя», «Универ. 13 лет спустя» и «СашаТаня».

## Биография
Родился 19 октября 1978 года в Гагре в армянской семье. Позже вместе с семьёй переехал в Адлер.

### Карьера в КВН
В 1999 году с подачи брата Ашота Кещяна начал участвовать в играх КВН. В составе команды «Дети Лумумбы» в сезоне 2000—2001 стал абсолютным чемпионом города Сочи, выиграв чемпионат города Сочи и СуперКубок города Сочи. В 2002 году в составе «Дети Лумумбы» вновь выигрывает чемпионат города Сочи. В составе сборной команды КВН «Большой Сочи» в 2001 году стал чемпионом Лиги КВН «Старт», в 2002 году — полуфиналистом Северной лиги КВН.
«Внуки Лумумбы» являлись командой сочинского филиала РУДН, и перед сезоном 2003 года Арарат вместе с братом Ашотом были приглашены в Москву, в команду «Сборная РУДН». В её составе дебютировал в Высшей лиге КВН в первой 1/8 финала сезона 2003 года и сразу же стал одним из основных актёров команды. В своём дебютном сезоне «Сборная РУДН» уверенно победила в 1/8 и 1/4 финала, а затем в двухраундовом противостоянии пробилась в финал, где заняла третье место. На музыкальном фестивале в Юрмале Арарат, исполнив пародию «Говорящий КиВиН» на монолог Геннадия Хазанова «Попугай», в составе своей команды стал обладателем награды «Малый КиВиН в золотом».
В 2004 году «Сборная РУДН» вновь добралась до финала сезона, где, уступив «Сборной Пятигорска» всего лишь 0,6 балла, стала второй. На юрмальском фестивале 2004 года Арарат выступил с новой пародией на хазановский монолог «Попугай», а его команда стала обладателем «Большого КиВиНа в тёмном».
В 2005 году «Сборная РУДН» не участвовала в играх Высшей лиги, а на музыкальном фестивале в Юрмале вновь стала обладателем «Малого КиВиНа в золотом». Арарат показал третью версию «Говорящего КиВиНа», имевшую большой успех в связи с тем, что в жюри сидел сам Хазанов, к которому монолог и был обращён.
В 2006 году «Сборная РУДН» приняла участие в играх Высшей лиги КВН 2006 и снова дошла до финала. В драматичной борьбе, проигрывая до последнего конкурса команде «ЛУНа», команда Университета дружбы народов смогла вырвать победу. Удачно сложился для команды РУДН и Голосящий КиВиН 2006: «Сборная РУДН» завоевала главную награду фестиваля — «Большой КиВиН в золотом».
В 2007 году в составе «Сборной РУДН» завоевал Летний кубок КВН.
В 2005—2008 годах участвовал в играх, посвящённых дню рождения КВН.
В 2011 году в составе «Сборной РУДН» завоевал «Большого Кивина в Золотом» на фестивале «Голосящий КиВиН».
Всего провёл 18 игр в телевизионных лигах, кубках и фестивалях КВН:
- 12 игр в Высшей лиге КВН (сезоны 2003, 2004, 2006)
- 5 игр на музыкальном фестивале «Голосящий КиВиН» (2003, 2004, 2005, 2006, 2011)
- 1 игру в Летнем кубке (2007).

### Карьера после КВН
В 2007 году вместе с братом Ашотом участвовал в съёмках развлекательной передачи «Бла-Бла шоу». Принимал участие в съёмках передачи «Вне игры», причём в выпуске № 10 — в качестве ведущего (совместно с братом Ашотом). Также вместе с братом участвовал в третьем сезоне «Бойцовского клуба» — юмористического проекта студии «Квартал-95». В 2009 году принял участие в съёмках «Comedy Woman» (выпуск № 20) в качестве приглашённого актёра.
В мае 2008 года участвовал в одном из показательных боёв в телепередаче «Король ринга» против Николая Лукинского и проиграл в нём.
С 10 по 24 августа 2008 года на радиостанции «Юмор FM» вместе с братом вёл юмористическую передачу «Олимпийский резерв» о событиях Олимпиады 2008.
В начале 2009 года приглашён во второй сезон ситкома «Универ», где играет одну из главных ролей — Артура «Майкла» Микаэляна, хитроумного и обаятельного армянина, приехавшего в Москву из Адлера.
Снялся в одной из серий сериала «Счастливы вместе» в эпизодической роли.
В 2014—2015 годах вёл программу «Зверская работа» на телеканале «Звезда».
С 19 сентября 2015 года — ведущий программы «НЕ ФАКТ!» на том же телеканале.

### Личная жизнь
Первая жена (2007—2010) — Ирина (свадьба состоялась в Адлере 7 ноября 2007 года). 11 января 2013 года его женой стала Екатерина Шепета, 3 сентября 2014 года родила дочь Еву. Супруга актёра совмещает воспитание девочки с работой собственного свадебного агентства «Уткин дом». 12 ноября 2017 года у пары родилась вторая дочь — Диана. 25 сентября 2022 года родилась третья дочь Ани.

## Признание и награды
В составе команды КВН «Сборная РУДН»:
- Чемпион Высшей лиги КВН 2006
- Обладатель Летнего кубка КВН 2007
- Обладатель наград музыкального фестиваля Голосящий КиВиН:
  - «Большой КиВиН в золотом» на фестивале Голосящий КиВиН 2011
  - «Большой КиВиН в золотом» на фестивале Голосящий КиВиН 2006
  - «Большой КиВиН в тёмном» на фестивале Голосящий КиВиН 2004
  - «Малый КиВиН в золотом» на фестивале Голосящий КиВиН 2003
  - «Малый КиВиН в золотом» на фестивале Голосящий КиВиН 2005

В составе команды КВН «Большой Сочи»:
- Обладатель малого Кубка губернатора Краснодарского края
- Чемпион Лиги КВН «Старт» 2001

В составе команды КВН «Внуки Лумумбы»:
- Чемпион г. Сочи 2001
- Чемпион г. Сочи 2002
- Обладатель Суперкубка г. Сочи 2001

## Фильмография
| Год       |    | Название                     | Роль                              |
| --------- | -- | ---------------------------- | --------------------------------- |
| 2009—2011 | с  | Универ                       | Артур Тигранович Микаэлян «Майкл» |
| 2011      | ф  | Свадьба по обмену            | Гарик                             |
| 2011      | с  | Счастливы вместе             | Жульбек                           |
| 2011—2018 | с  | Универ. Новая общага         | Артур Тигранович Микаэлян «Майкл» |
| 2012      | ф  | Тот ещё Карлосон!            | майор полиции Артём Оганесов      |
| 2012      | ф  | Няньки                       | Миша                              |
| 2012      | ф  | Мамы                         | Имя персонажа не указано          |
| 2013—2019 | с  | СашаТаня                     | Артур Тигранович Микаэлян «Майкл» |
| 2013      | мф | Университет монстров         | Тэрри Перри                       |
| 2014      | ф  | Кавказская пленница!         | Джабраил                          |
| 2016      | ф  | Одноклассницы                | Миша                              |
| 2017      | ф  | Одноклассницы: Новый поворот | Миша                              |
| 2021—2022 | с  | Отпуск                       | Таймураз, бывший Мадины           |
| 2021      | с  | Универ. 10 лет спустя        | Артур Тигранович Микаэлян «Майкл» |
| 2023      | ф  | Корпорация Морозов           | Имя персонажа не указано          |
| 2023      | с  | Короче, план такой           | Филиппо Росси                     |
| 2024      | с  | Универ. 13 лет спустя        | Артур Тигранович Микаэлян «Майкл» |
| 2024      | ф  | Как я встретил её маму       | Имя персонажа не указано          |